# Lóri-de-venda-vermelha
Loriquito-almiscarado ou lóri-de-venda-vermelha (Glossopsitta concinna) é um lorikeet, agora a única espécie do gênero Glossopsitta. Habita o centro-sul/leste da Austrália. O lorikeet pequeno e o lorikeet de coroa roxa foram anteriormente incluídos no gênero. O lorikeet almiscarado foi descrito pela primeira vez pelo ornitólogo George Shaw em 1790 como Psittacus concinnus, de uma coleção nas proximidades de Port Jackson, no que hoje é Sydney. John Latham descreveu-o como Psittacus australis . Seu epíteto específico é o latim concinna "elegante". Outros nomes comuns incluem lorikeet de orelha vermelha e keet verde, e anteriormente um termo indígena local de Sydney coolich . Os nomes alho-porro verde e papagaio rei foram incorretamente aplicados a esta espécie no passado.

## Descrição
O lóri-de-venda-vermelha mede 22 cm (8.7 in) longo. É principalmente verde e é identificado por sua testa vermelha, coroa azul e uma faixa amarela distinta em sua asa. As mandíbulas superior e inferior do bico são vermelhas na ponta e mais escuras perto da base.

## Distribuição e habitat
Os lorikeets almiscarados são encontrados no leste de Nova Gales do Sul, Victoria, Austrália do Sul e Tasmânia. Eles são um nômade incomum em florestas e florestas mais secas no sudeste do continente, principalmente a oeste da Great Dividing Range e na Tasmânia. Lóris-almiscarados foram avistados e são visitantes comuns recentes de árvores frutíferas na área de Punchbowl, perto de Launceston, norte da Tasmânia. Os alimentos favoritos parecem incluir damascos, maçãs, flores e néctar de pincel de garrafa, bem como sementes e néctar de Grevillea spp.

## Influência urbana
Os lóris são um dos poucos animais com plasticidade para sobreviver e prosperar na rápida urbanização. Nos últimos 30 anos, bandos de lóris-almiscarados adotaram as cidades da Austrália, como Melbourne e Sydney.
A razão parcial para a mudança e o sucesso dos lóris-almiscarados nas áreas urbanas é o plantio de várias plantas produtoras de néctar em toda a cidade. Eles evoluíram para consumir néctar como parte de sua principal fonte de alimento e podem ser encontrados forrageando nas copas florescentes das florestas de eucalipto.
Ao contrário de seu habitat natural, as plantas da cidade são mantidas regularmente e, portanto, se tornaram uma fonte de alimento mais confiável. Como as plantas de néctar tendem a ser mais densas nas áreas urbanas externas, a maioria da população prefere as áreas urbanas externas, o que permite mais oportunidades de alimentação e abrigo, em vez das internas. Embora tenha havido avistamentos desses lóris nas regiões do centro da cidade, mas em números reduzidos; provavelmente de vegetação reduzida.
O único nectarívoro australiano que não tem preferência entre o centro da cidade e as zonas urbanas externas é o lorikeet arco-íris . Tanto o lorikeet arco-íris quanto o lorikeet almiscarado são nectarívoros, o que significa que seus nichos se sobrepõem e que devem competir uns contra os outros pela quantidade limitada de recursos disponíveis. O crescimento e os recursos da população de lorikeet arco-íris podem limitar o crescimento da população de lorikeet almiscarado e, juntamente com a crescente urbanização, o lorikeet almiscarado pode ter pressões mais competitivas por recursos.

## Reprodução
O lóris se reproduz principalmente de agosto a janeiro. O ninho é geralmente construído em um galho oco no alto de uma árvore. Dois brancos 24 mm × 20 mm (0.94 in × 0.79 in) os ovos são colocados e incubados por 22 dias pela fêmea. Os jovens são emplumados após 5 a 6 semanas.

### Textos citados
- Aves da Austrália
- Lendon, Alan H. (1973). Australian Parrots in Field and Aviary 2nd ed. Sydney: Angus and Robertson. ISBN 0-207-12424-8
- Low, Rosemary (1978). Lories and Lorikeets. Melbourne: Inkata Press. ISBN 0-909605-08-4
- Birds of Australia
- Davis, A.; Taylor, C.; Major, R. (2012). «Seasonal abundance and habitat use of Australian parrots in urbanized landscape». Landscape and Urban Planning. 106 (2): 191–198. doi:10.1016/j.landurbplan.2012.03.005
- Davis, A.; Taylor, C.; Major, R. (2011). «Do fire and rainfall drive spatial and temporal population shifts in parrots? A case study using urban parrot populations». Landscape and Urban Planning. 100 (3): 295–301. doi:10.1016/j.landurbplan.2010.12.017
- Smith, J.; Lill, A. (2008). «Importance of eucalypts in exploitation of urban parks by rainbow and musk lorikeets». Emu. 108 (2): 187–195. doi:10.1071/mu07062
- White, J.;  et al. (2005). «Non-uniform bird assemblages in urban environments: The influence of streetscape vegetation». Landscape and Urban Planning. 71 (2–4): 123–135. doi:10.1016/j.landurbplan.2004.02.006